# Glavnica
Glavnica ist eine Siedlung mit 920 Einwohnern in Kroatien. Sie gehört zum Stadtbezirk Sesvete der Hauptstadt Zagreb. Unterteilt ist sie in Gornja Glavnica (Ober Glavnica) und Donja Glavnica (Unter Glavnica).